# Tratado de Hubertusburgo
El Tratado de Hubertusburgo (en alemán: Frieden von Hubertusburg) fue firmado el 15 de febrero de 1763 en el castillo de Hubertusburg por Prusia, Austria y Sajonia. Junto con el Tratado de París, firmado cinco días antes, marca el fin de los Guerra de los Siete Años. El tratado acabó el conflicto continental sin cambios significativos de las fronteras previas a la guerra. Austria y Sajonia renunciaron a todas las  reclamaciones de los territorios de Silesia cedidos a Prusia en 1742  por los tratados de Breslavia y de Berlín y en 1745 por la firma de la Paz de Dresde.
El tratado confirmó a Silesia como posesión prusiana y convirtió a Prusia en potencia europea bajo el reinado de Federico II el Grande. Sin embargo el documento realzó la rivalidad Austria-Prusia.

## Guerra de los Siete Años
La determinación austriaca de volver a poseer la rica provincia de Silesia, la cual había sido perdida en favor de Prusia en 1748, fue el mayor conflicto que empujó a la Guerra de los Siete Años. María Teresa I, Archiduquesa de Austria y Reina de Hungría y Bohemia, adquirió el apoyo de Rusia, Suecia, Sajonia, España, y Francia, con el objetivo concreto de librar una guerra contra Prusia y su aliado, Gran Bretaña. Sin embargo fue el rey Federico el Grande de Prusia quién inició las hostilidades con su ataque y captura de Sajonia en 1756.
La guerra empezó en 1756, con Prusia frente a las fuerzas aliadas de Austria, Rusia, Francia, y Suecia. A pesar de que en enero de 1757 la mayoría de los colegios de la Dieta Imperial (menos Hanover, Hesse-Kassel (o Hesse-Cassel), Brunswick, y Saxe-Gotha) votaron contra el inicio de la guerra, Federico tuvo éxito en su búsqueda por expandir la influencia y territorio de Prusia.
En la primera mitad de la guerra, los prusianos se mantuvieron victoriosos. En la Batalla de Rossbach el 5 de noviembre de 1757, el ejército prusiano no sólo derrotó al francés, sino también a tropas Imperiales quienes luchaban del lado francés contra Prusia. Derrotaron a los austríacos en Leuthen en 1757 y a los rusos en Zorndorf en 1758. Al llegar a este punto, sin embargo, con Suecia entrando en la guerra y virtualmente toda Europa contra Federico, la corriente parecía cambiar. En 1759 Prusia oriental estaba en manos de los rusos, y Berlín estuvo ocupada por algunas semanas. Las fuerzas austriacas habían invadido Prusia desde el sur. Entonces seriamente escaso de soldados, Federico II estaba en una situación desesperada.
En 1758 el ejército Anglo-Hanoveriano, un aliado de Prusia, comandado por Fernando de Brunswick, derrotó al francés y ocupó la ciudad de Münster. En 1759 tropas Imperiales invadieron Sajonia, expulsando a los Prusianos.
Sin embargo dos factores significativos condujeron al regreso eventual de la dominación prusiana en la guerra. Uno era el apoyo activo de británicos y Hanoverianos; ambos, hasta este punto ineficaces combatientes, ahora luchaban exitosamente contra los franceses. El segundo, y más importante, era la retirada en 1762 de Rusia y Suecia de la guerra. Esto ocurrido a raíz del llamado “Milagro de la Casa de Brandeburgo” cuando tras la muerte de la Emperatriz Isabel I de Rusia; su sucesor, Pedro III, un admirador de Federico, rápidamente firmó un tratado de paz con el líder prusiano. Por el Tratado de San Petersburgo en 1762 Rusia hizo la paz, restaurando todas las conquistas; Suecia hizo la paz en el mismo año.
Ahora luchando solos en el este, los austríacos eran derrotados sólidamente en la Batalla de Burkersdorf (julio 1762). Los franceses, también, había padecido reveses severos. En América  habían perdido Louisbourg (1758), Quebec (1759), y algunas posesiones en las Indias Orientales; en India, las victorias británicas en Plassey (1757) y Pondichéry (1761) había destruido poder francés; en el mar, los franceses tomaron Puerto Mahón a los británicos (1757), pero fueron derrotados por Hawke en Quiberon Bahía (1759). La entrada de España a la guerra bajo los términos de los Pactos de Familia de 1761 fue de poca ayuda para Francia, donde la guerra nunca había sido popular.

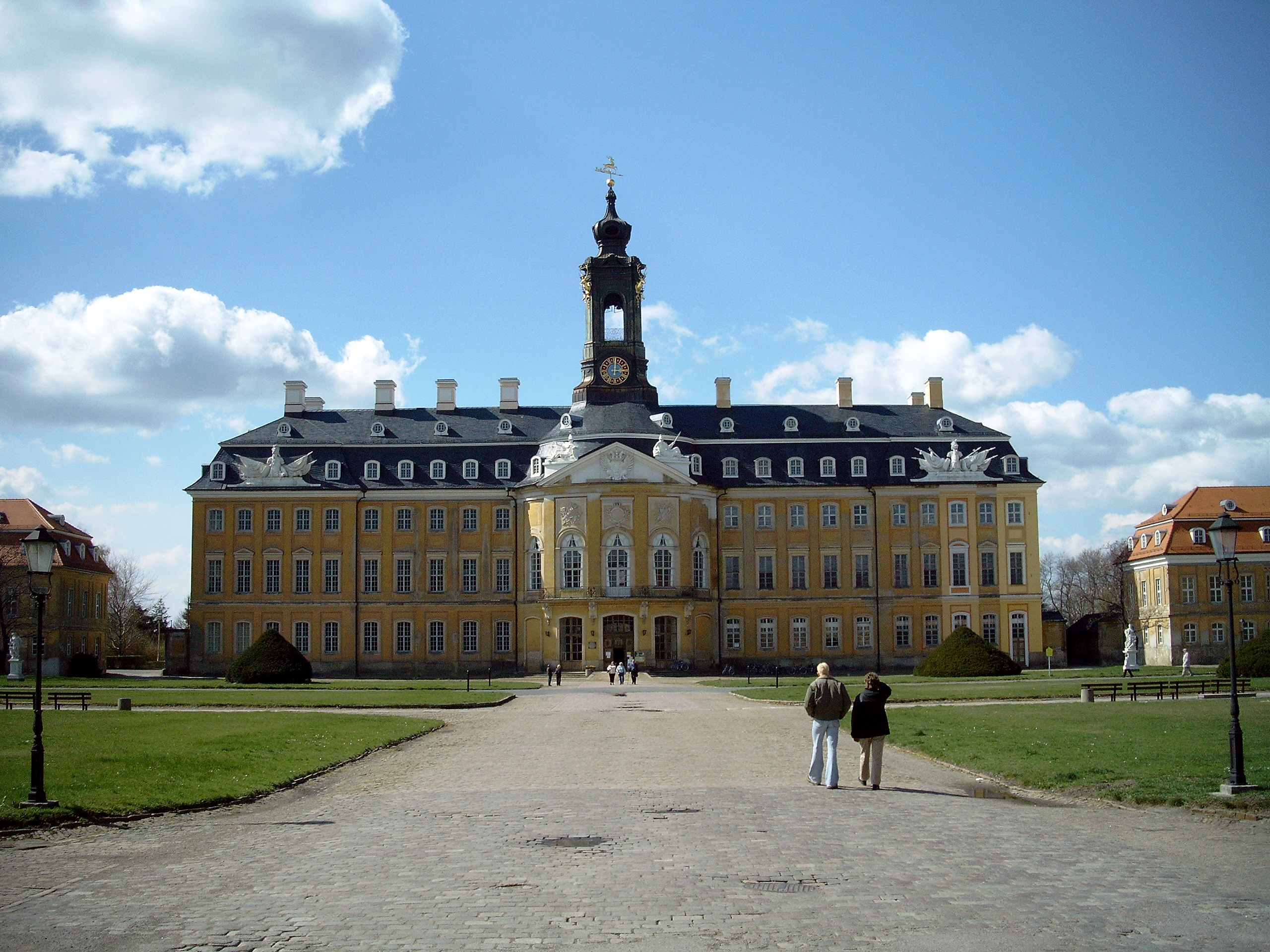
Palacio de Hubertusburg.

## Consecuencias
Tras unas prolongadas negociaciones entre los beligerantes, Prusia, Austria, y Sajonia firmaron el Tratado de Paz en Hubertusburg, el que luego fue firmado por Gran Bretaña, Francia, y España en París. 
El Tratado de Hubertusburg, aunque restauró el statu quo prebélico, marcó el ascenso de Prusia como uno de los poderes europeos principales. A través del Tratado de París, Gran Bretaña emergió como el imperio colonial líder, el cual era su objetivo primario  en la guerra, y Francia perdió la mayoría de sus posesiones en el extranjero.
La frase "Hubertsburg la paz" es a veces utilizada como descripción para cualquier tratado que restaura la situación a la existente antes de que el conflicto comenzara.